# Stenaspidius brittoni
Stenaspidius brittoni là một loài bọ cánh cứng trong họ Geotrupidae. Loài này được Howden miêu tả khoa học năm 1974.